# هنري فونتين
هنري فونتين (بالفرنسية: Henri Fontaine)‏ هو كاهن كاثوليكي وجيولوجي فرنسي، ولد في 20 يوليو 1924 في أورن في فرنسا.